# Gianni Garko
Pour les articles homonymes, voir Garko.
Giovanni Garcovich dit Gianni Garko, souvent crédité sous le nom de John Garko, né le 15 juillet 1935 à Zara, ville alors en Italie (actuelle Zadar en Croatie), est un acteur italien. Il est célèbre pour avoir tourné dans de nombreux peplums et westerns spaghetti, et notamment avoir interprété le rôle de Sartana dans le film Sartana, sorti en 1968 et ses quatre suites.

## Biographie

### Jeunesse et débuts au cinéma
Garko quitte Zadar pour Trieste puis part à Rome où il suit des cours d'art dramatique. En 1959, il obtient son premier rôle dans Kapo de Gillo Pontecorvo qui le fait remarquer. On le retrouve ensuite dans quelques peplums, notamment Maciste, l'homme le plus fort du monde en 1961. Sa carrière décolle avec sa participation dans Don Camillo en Russie en 1965.
Il a été marié avec l'actrice tchèque Suzanne Martinkova, avec laquelle il a une fille, Maria Clara. 

### Les westerns spaghetti
Garko profite de l'intérêt du public européen pour le western spaghetti et connaît un succès immédiat en 1966 dans le film Les Colts de la violence aux côtés d'Anthony Steffen. Ce film présente pour la première fois le personnage de Sartana, qu'il réinterprétera par la suite dans un film de 1968 qui achèvera de le rendre célèbre, essentiellement en Italie, en Espagne et en Allemagne.
Il côtoiera au cours de sa carrière les plus grands noms du western spaghetti, tels que Klaus Kinski, avec qui il a joué dans un film de guerre en 1969, Cinq pour l'enfer, ou encore Lee Van Cleef, à ses côtés dans Les Quatre mercenaires d'El Paso.

### Carrière post-Western spaghetti
Comme beaucoup d'acteurs associés au genre du western spaghetti, sa célébrité s'amenuisa à mesure que le genre déclina. À l'instar de Tomás Milián ou Franco Nero, il se reconvertit essentiellement dans le giallo ou les néo-polars italiens. Son rôle le plus célèbre sera le boss dans le film homonyme de 1973.
À la fin des années 1970, on le retrouve également dans des comédies ou films policiers à bas budget tournés en RDA,,, profitant ainsi de la notoriété acquise dans sa carrière antérieure. Il interprète le capitaine de frégate Tony Cellini dans l'épisode de la série Cosmos 1999 intitulé "le domaine du dragon".
Dans les années 1990 et 2000, il ne tourne pratiquement que des publicités ou à la télévision, tout en poursuivant une carrière théâtrale.

## Filmographie
- 1959 : Kapò de Gillo Pontecorvo : Karl, un soldat allemand
- 1960 : La Mort d'un ami (Morte di un amico) de Franco Rossi : Aldo
- 1962 : Ponce Pilate (Ponzio Pilato) de Gian Paolo Callegari : Jonathan
- 1962 : Jeunes Gens au soleil (Diciottenni al sole) de Camillo Mastrocinque
- 1962 : Elle est terrible (La voglia matta) de Luciano Salce : Piero
- 1965 : Don Camillo en Russie (Il compagno Don Camillo) de Luigi Comencini : Scamoggia
- 1966 : Les Colts de la violence (Mille dollari sul nero) de Alberto Cardone : Sartana Liston
- 1966 : Un homme à moitié (Un uomo a metà) de Vittorio De Seta
- 1967 : Le Temps des vautours (10.000 dollari per un massacro) de Romolo Guerrieri : Django
- 1967 : Le Jour de la haine (Per 100.000 dollari t'ammazzo) de Giovanni Fago : Johnny Frost
- 1968 : Roses rouges pour le Führer (Rose rosse per il fuehrer) de Fernando Di Leo : Alex Postov / Lieutenant Mann
- 1968 : Sartana (Se incontri Sartana prega per la tua morte) de Gianfranco Parolini : Sartana
- 1969 : Django ne prie pas (I vigliacchi non pregano) de Mario Siciliano : Bryan Clarke
- 1969 : Le Fossoyeur (Sono Sartana, il vostro becchino) de Giuliano Carnimeo : Sartana
- 1969 : Cinq pour l'enfer (5 per l'inferno) de Gianfranco Parolini : lieutenant Glenn Hoffman
- 1970 : Une traînée de poudre, les pistoleros arrivent (Una nuvola di polvere... un grido di morte... arriva Sartana) de Giuliano Carnimeo : Sartana
- 1970 : Et Sabata les tua tous (Un par de asesinos) de Rafael Romero Marchent : Sabata (Sartana dans la version italienne)
- 1970 : Bonnes funérailles, amis, Sartana paiera (Buon funerale, amigos!... paga Sartana) de Giuliano Carnimeo : Sartana
- 1971 : Quand les colts fument... on l'appelle Cimetière (Gli fumavano le Colt... lo chiamavano Camposanto) de Giuliano Carnimeo : Cimetière
- 1970 : Un condé de Yves Boisset : Dan Rover
- 1971 : La Vengeance de Dieu (Il venditore di morte) de Lorenzo Gicca Palli : Silver
- 1971 : Les Quatre mercenaires d'El Paso d'Eugenio Martín
- 1971 : Cold Eyes of Fear (Gli occhi freddi della paura) d'Enzo G. Castellari
- 1972 : La Nuit des diables (La notte dei diavoli) de Giorgio Ferroni
- 1972 : Les Évasions célèbres, épisode Benvenuto Cellini : Benvenuto Cellini
- 1973 : Le Boss de Fernando Di Leo
- 1974 : Cosmos 1999, un épisode
- 1977 : L'Emmurée vivante (Sette note in nero) de Lucio Fulci : Emilio Rospini
- 1979 : Les Contrebandiers de Santa Lucia (I contrabbandieri di Santa Lucia) d'Alfonso Brescia
- 1984 : Le Monstre de l'océan rouge / Apocalypse dans l'océan rouge (Shark - Rosso nell'oceano) de Lamberto Bava
- 1985 : Clémence Aletti de Peter Kassovitz : Scola
- 1990 : Au nom du peuple souverain (Il nome del popolo sovrano) de Luigi Magni
- 2025 : Pile ou Face (Testa o croce) d'Alessio Rigo de Righi et Matteo Zoppis